# Atle Burman
Atle Gustaf Burman, född 10 december 1930 i Roslagen, död 17 november 2012 i Huskvarna, var en svensk poet.  
Hans diktsamlingar har sålts i över 36 000 exemplar och omkring 200 av hans dikter har blivit tonsatta.

### Diktsamlingar
- En aning av evighet. Varberg: Argument Förlag. 1998. Libris 7777309
- En källa av ljus. Varberg: Argument Förlag. 1999. Libris 7777326
- Högt ovan himmelens stjärnor. Varberg: Argument Förlag. 2001. Libris 8382344
- Till själens andetag. Varberg: Argument Förlag. 2004 Libris 10350086
- Buren av ljus. Varberg: Argument Förlag. 2006. Libris 10209041

### Biografi
- Atle Burman – En resa i stjärnornas ljus. Varberg: Argument Förlag. 2009. Libris 11752950

### Samlingsvolymer
- Avskedsord. Varberg: Argument Förlag. 2012. Libris 13504404
- Min själ blir aldrig jord. Varberg: Argument Förlag. 2013. Libris 14663545

## Stipendier
Fyra gånger har Atle Burman mottagit Anders Frostenson-stipendiatet, bland annat 2007.